# 나람신
나람신(기원전 2254년 ~ 2218년)은 아카드의 사르곤의 손자이며 계승자로 알려져있다. 나람신의 아래에서 아카드 제국은 절정기에 도달하였다고 한다.

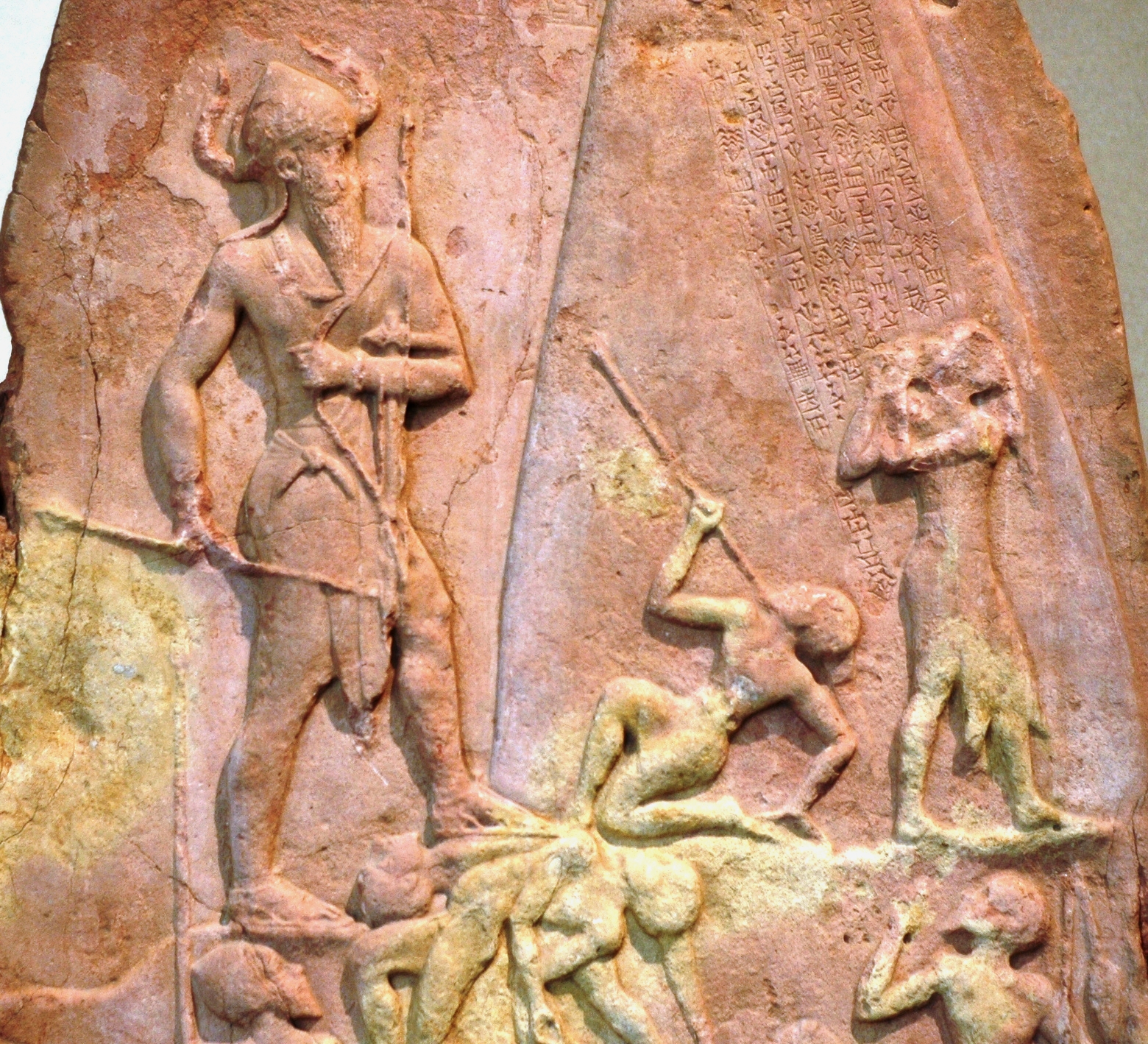
나람신의 전승비 (루브르 박물관)

나람신은 스스로 분국을 정복한 최초의 메소포타미아 왕으로 네 분국의 왕이라 불렸다. 나람신은 인더스 문명의 도시였던 멜루하와 교역하였다. 그리고 페르시아만을 따라 많은 부분의 땅을 차지하였다. 나람신은 페르시아만의 남쪽 끝의 마간의 왕을 격파하여 그의 제국을 확장하였다. 그리고 타우루스산맥의 북쪽 고지대 종족을 정복하였다. 나람신은 시리아의 나가르(텔 브락)와 니네베에 도시(중심지)를 건설하였다.
나람신의 사후에 구티족이 아카드를 침입하였다. 기원전 2124년까지는 모든 아카드가 구티족의 손에 들어갔다. 구티족은 125년간 그곳에 머물렀으며, 신 수메르 제국에 의해 쫓겨났다.

## 전승비
나람신의 유명한 전승비는 그를 뿔 투구로 상징되는 병사와 적군 위의 산을 오르는 신의 왕으로 서술한다.
비록 비는 엘람에 의해 약탈되어 옮겨질 때 윗 부분이 부서졌지만 아직도 나람신의 자존심, 영광과 신성을 드러낸다. 이것은 아마 왕이 신으로 서술된 역사의 첫 순간이었다. 비는 6피트 7인치 높이이며 분홍색의 사암으로 만들어졌다.
비는 수사에서 발견되었으며 이제 루브르 박물관에 있다. 나람신을 서술하는 흡사한 부조물이 피르휘세인에서 디아르베크르 동북쪽 수마일 지점에서 발견되었다.

## 같이 보기
- 수메르